# Bernhard (Baden-Durlach)

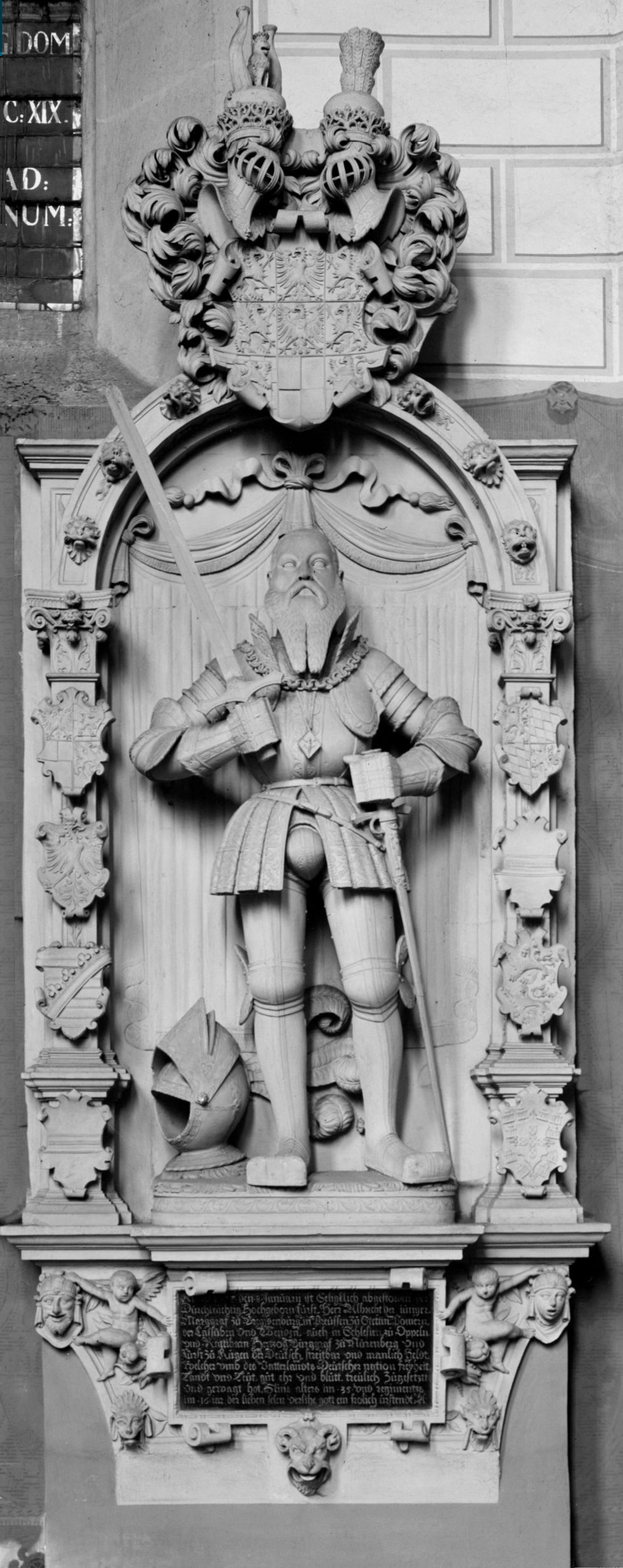
Grabmal für Markgraf Bernhard den Jüngeren von Baden-Durlach im Stiftschor der Schlosskirche in Pforzheim

Markgraf Bernhard von Baden-Durlach (* 1517; † 20. Januar 1553) war vom 26. September 1552 bis zu seinem Tode Markgraf von Baden-Pforzheim.

## Leben
Bernhard war der zweite Sohn aus der ersten Ehe des Markgrafen Ernst von Baden-Durlach mit Elisabeth von Brandenburg-Ansbach.
Wie seinem älteren Bruder Albrecht wird Bernhard ein ausschweifender Lebenswandel und ein wildes Wesen zugeschrieben. Er opponierte gegen die 1537 von seinem Vater vorgesehene Aufteilung des Landes unter seine Söhne und insbesondere gegen die zweite Ehe des Vaters und die Erbberechtigung seines Halbbruders Karl. 1540 erwarb er das Bürgerrecht der Stadt Basel, bei der er auch Schuldner war. Nachdem sein Bruder Albrecht 1542 verstorben war, vergab ihm sein Vater und versprach ihm die untere Markgrafschaft als Erbe.
Er regierte seit dem 26. September 1552 die untere Markgrafschaft Baden-Pforzheim (später Markgrafschaft Baden-Durlach) mit den Städten Pforzheim und Durlach, während sein Halbbruder Karl II. das badische Oberland regierte, wobei seine Regierung nur wenige Monate dauerte, da er bereits am 20. Januar 1553 überraschend verstarb. Er ist in der Stiftskirche zu Pforzheim begraben.
Der „natürliche“ (uneheliche) Sohn Bernhard Christoph von Baden wurde ihm von Ottilia von Külchen (Kilchen) geboren. Die ratsfähigen Basler von Kilchen waren im 15. Jahrhundert Teilhaber der international agierenden Halbisen-Gesellschaft, sowie der Herrschaften Diessbach und Worb, bis ihre Gutsanteile an Niklaus von Diesbach kamen. Sie bekleideten noch im 17. Jahrhundert hohe Ämter wie die des Schultheißen oder des Landvogts. Da Bernhards Sohn Bernhard Christoph auf Grund seiner unehelichen Geburt in der Markgrafschaft nicht erbberechtigt war, wurde er mit dem Posten des Amtmanns zu Graben abgefunden. Das Leibgeding für ihn, von 1546, ist im Landesarchiv Baden-Württemberg erhalten.